# Grace Eldering
Grace Eldering (5 de setembro de 1900 – 31 de agosto de 1988)  foi uma cientista de saúde pública estadunidense, conhecida por seu envolvimento na criação de uma vacina para coqueluche, juntamente com Loney Gordon e Pearl Kendrick.

## Infância e educação
Grace Eldering nasceu em Rancher, Montana, em 1900. Os pais de Eldering imigraram para os Estados Unidos antes de ela nascer, com sua mãe vindo da Escócia e seu pai da Holanda. Ela contraiu e sobreviveu à coqueluche quando tinha cinco anos, o que levou ao seu envolvimento com a ciência na idade adulta. Depois do colegial, Eldering frequentou a Universidade de Montana por quatro semestres antes que problemas financeiros a fizessem desistir. Ela lecionou por quatro anos economizando dinheiro suficiente para voltar à universidade e obter um bacharelado em ciências. Ela continuou seus estudos mais tarde na vida e obteve o doutorado em ciências em 1942 pela Universidade Johns Hopkins.

## Carreira e pesquisa
Em 1928, Eldering mudou-se para Lansing, Michigan, para ser voluntária no Michigan Bureau of Laboratories. Ela foi contratada em seis meses para fazer análises bacteriológicas de rotina. Ela acabou se mudando para o Laboratório do Departamento de Saúde de Michigan em Grand Rapids, Michigan, onde se juntou a Pearl Kendrick e Loney Clinton Gordon para trabalhar no cultivo de amostras da bactéria pertussis em 1932. O desenvolvimento da vacina contra coqueluche também incluiu o primeiro "ensaio clínico controlado em grande escala para a vacina contra coqueluche". Isso foi realizado por meio do estabelecimento de uma grande rede de profissionais médicos e organizações de bairro, a fim de obter grandes amostras de coqueluche do maior número possível de pacientes. Kendrick e Eldering iniciaram um "serviço de diagnóstico de placas para tosse" em 1º de novembro de 1932, por meio do qual placas para tosse de indivíduos suspeitos de infecção podiam ser enviadas para confirmação. Isso também permitiu que determinassem o período de infecciosidade da coqueluche e quando as pessoas infectadas corriam o maior risco de infectar outras pessoas ao seu redor. Além disso, eles estabeleceram um método de quarentena para Grand Rapids que evitaria que qualquer surto se propagasse e exigia um período de isolamento de 35 dias para os pacientes infectados. Em três anos, seus métodos se tornaram uma rotina oficial para o condado e o estado em geral. Ao tentar criar esses métodos, Eldering e Kendrick enfrentaram muitos problemas ao tentar encontrar financiamento para fazê-lo. A pesquisa deles ocorreu no meio da Grande Depressão, tornando o já escasso financiamento mais difícil de conseguir. Eles acabaram recebendo financiamento de programas federais de ajuda emergencial, governo municipal e doadores privados. Todo o experimento foi conduzido após o expediente de trabalho, porque o departamento de saúde estava com tanta falta de pessoal que não podiam gastar tempo com pesquisa durante o horário normal de trabalho.
Embora os métodos desenvolvidos tenham permitido a Kendrick e Eldering fazer vacinas específicas para os infectados, eles não começaram a trabalhar em uma vacina geral até o final de 1933. Seu sistema de alcance entre médicos, funcionários municipais e administrações escolares permitiu a inoculação rápida de crianças e outros habitantes da cidade. Este ensaio durou mais de três anos (março de 1934 a novembro de 1937) e inscreveu mais de 5.815 crianças. Elas continuaram trabalhando no refinamento de seus métodos de inoculação até 1938, quando instituíram um sistema de três vacinas que envolvia menos bactérias inativadas, mas era considerado muito mais eficaz no fornecimento de resistência à infecção. A produção em massa desta nova versão começou em Michigan em 1938 e em todo o país em 1940.
Em 1951, Eldering sucedeu Kendrick como Chefe do Laboratório do Departamento de Saúde em Western Michigan e permaneceu lá até se aposentar em 1969.

## Prêmios e honras
Eldering foi incluída no Hall da Fama das Mulheres de Michigan em 1983 por seu trabalho na saúde pública.